# Jungle Jim
Jungle Jim est une bande dessinée américaine créée par le scénariste Don Moore et le dessinateur Alex Raymond et dans la presse américaine du 7 janvier 1934 à 1954 sous forme de comic strip. Elle a été traduite et publiée en français sous le titre Jim la jungle dès fin 1934 dans Le Journal de Mickey.
Contrairement aux personnages de Tarzan, Ka-Zar, Kaanga ou d'autres séries dont le thème est basé sur la jungle, le héros Jim Bradley vit ses aventures dans le sud-est de l'Asie plutôt qu'en Afrique. C'est de plus un chasseur et non un « homme sauvage ».
À ses côtés on retrouve le puissant Kolu (comparable au Lothar de Mandrake le magicien) et Lille DeVrille qui apparaîtra deux ans après le début de la série.
Les premières aventures parlent généralement de pirates, d'esclavagistes et d'antagonistes propres à la jungle. La Seconde Guerre Mondiale approchant, les thèmes se font plus belliqueux et patriotes puisque Jim combattra les Japonais.
C'est aussi la période où Alex Raymond rejoint la marine américaine. Il est remplacé notamment par John Mayo (Future Eye), Paul Norris (Aquaman), et Don Moore.

## Les parutions
De la fin des années 1930 aux années 1940, le comic-strip a été ré-édité en album par Ace Comics. Il y eut aussi de 1949 à 1951 onze albums originaux produits par Standard Comics, ainsi que vingt numéros par Dell Comics de 1953 à 1959, suivis par sept autres de 1969 à 1970 par Charlton Comics sous le crayon notamment de Wallace Wood.

### Publications en français
- Jim la jungle, Le Journal de Mickey no 1-85, 103-309 et 321-361 (21 octobre 1934-14 décembre 1941)[1].

## Autres médias
- Une série radiophonique hebdomadaire qui démarra en 1935.
- Une série filmée en 12 épisodes par Universal Pictures avec Grant Withers en 1937.
- Plusieurs séries B produites par Columbia Pictures avec Johnny Weissmuller de 1948 à 1951.
- Une série TV en une saison de 1955 à 1956.
- Jungle Jim est cité dans la chanson Mad Daddy des Cramps.